# لويس لوبيز (لاعب كرة قدم)
لويس لوبيز (بالإسبانية: Lluís López) (5 مارس 1997 في إسبانيا - ) هو لاعب كرة قدم إسباني في مركز الدفاع. لعب مع إسبانيول.

## وصلات خارجية
- لويس لوبيز (لاعب كرة قدم) على موقع إي إس بي إن إف سي (الإنجليزية)
- لويس لوبيز (لاعب كرة قدم) على موقع قاعدة بيانات كرة القدم.إي يو (الإنجليزية)
- لويس لوبيز (لاعب كرة قدم) على موقع Soccerway.com (الإنجليزية)
- لويس لوبيز (لاعب كرة قدم) على موقع عالم كرة القدم.نت (الإنجليزية)
- لويس لوبيز (لاعب كرة قدم) على موقع AS.com (الإسبانية)